# Hans Waldmüller
Hans Waldmüller (Bamberga, 13 settembre 1912 – Trois-Ponts, 8 settembre 1944) è stato un militare tedesco, ufficiale delle Waffen-SS durante la seconda guerra mondiale.

## Biografia

### Seconda guerra mondiale
Hans Waldmüller si arruolò nella SS-Verfügungstruppe nel 1934 e fu assegnato alla SS-Standarte Deutschland. Fu trasferito al reggimento di fanteria motorizzata della 1. SS-Panzer-Division "Leibstandarte SS Adolf Hitler" nell'estate del 1940 per la campagna di Francia, prese poi parte alla             campagna dei Balcani ed all'Operazione Barbarossa nel 1941. Nel 1943 fu trasferito alla neonata 12. SS-Panzer-Division "Hitlerjugend", dove divenne comandante del 1° battaglione dell'SS-Panzergrenadier-Regiment 25, mantenendo per settimane il fianco destro della divisione contro gli attacchi più duri, sotto il costante fuoco dell'artiglieria navale. Il 27 agosto 1944 gli fu conferita la Croce di Cavaliere per i successi difensivi della sua unità durante le feroci battaglie intorno a Caen, in Normandia.

### Morte
Durante la ritirata tedesca attraverso il Belgio, l'8 settembre 1944, mentre viaggiava sul suo sidecar insieme all'SS-Untersturmführer Karl Markart fu vittima di un'imboscata dei partigiani comunisti belgi vicino a Basse-Bodeux, tra Werbomont e Stavelot. I partigiani avevano posizionato una corda sulla strada ed all'avvicinarsi del veicolo la tesero, fermando il motociclo e mettendolo sotto tiro. Quando le sue truppe raggiunsero la scena trovarono il conducente della moto, gravemente ferito, sul lato sinistro della strada e nella moto l'Untersturmführer Karl Markart, che sedeva morto sul sedile posteriore, colpito alla testa. Il corpo di Hans Waldmüller, gettato in un tubo di scarico, era mutilato, squarciato, trafitto allo stomaco con una baionetta e con i genitali che erano stati amputati. Hans Waldmüller riposa nel cimitero militare tedesco di Düren-Rölsdorf, vicino ad Aquisgrana.

## Onorificenze

### Onorificenze tedesche[4]
L'08 agosto 1944, il battaglione di Waldmüller iniziò un contrattacco contro Garcelles. La loro opposizione si concretizzò in oltre 100 carri armati, una forza aerea di 800 uomini e bombardieri quadrimotori. Nel corso dei combattimenti, Waldmüller e la sua unità distrussero oltre 40 carri armati nemici, sia con Panzerjäger che con armi da mischia. Tuttavia, a causa della superiorità nemica e delle proprie perdite, Waldmüller fu costretto a stabilire una difesa a tutto campo con le sue unità nei pressi di Garcelles. Nel corso della notte si verificò uno sfondamento verso San Silvestro. Forti forze corazzate nemiche penetrarono le nuove posizioni e cercarono di annientare il Battaglione di Waldmüller.